# Parafia Narodzenia Najświętszej Maryi Panny w Szymonkowie
Parafia Narodzenia Najświętszej Maryi Panny – rzymskokatolicka parafia, znajdująca się przy ulicy Wołczyńskiej 2 w Szymonkowie (gmina Wołczyn). Parafia należy do dekanatu Namysłów wschód w archidiecezji wrocławskiej.

## Historia parafii
Obecny kościół parafialny w Szymonkowie został wybudowany w stylu neogotyckim w latach 1875–1878. Parafia natomiast erygowana została w 1946 roku i od tego roku prowadzone są księgi metrykalne.

## Liczebność i zasięg parafii
Parafia terytorialnie obejmuje miejscowości:
- Szymonków,
- Świniary Wielkie,
- Świniary Małe,
- Szklarka,
- Wesoła.

## Inne kościoły i kaplice
- Kościół filialny św. Bartłomieja w Świniarach Wielkich.

## Grupy parafialne
- Rada Parafialna,
- Żywy Różaniec,
- Komitet Charytatywny,
- Schola,
- Lektorzy,
- Ministranci,
- Akcja Katolicka[1].